# Arcisses
Arcisses ist eine französische Gemeinde mit 2.209 Einwohnern (Stand 1. Januar 2022) im Département Eure-et-Loir in der Region Centre-Val de Loire.
Sie gehört zum Arrondissement Nogent-le-Rotrou und zum gleichnamigen Kanton Nogent-le-Rotrou.
Sie entstand als Commune nouvelle mit Wirkung vom 1. Januar 2019 durch die Zusammenlegung der bisherigen Gemeinden Margon, Brunelles und Coudreceau, die in der neuen Gemeinde den Status einer Commune déléguée haben. Der Verwaltungssitz befindet sich im Ort Margon.

## Gliederung
| Ortsteil                 | ehemaliger INSEE-Code | Fläche (km²) | Einwohnerzahl zum 1. Januar 2022 |
| ------------------------ | --------------------- | ------------ | -------------------------------- |
| Margon (Verwaltungssitz) | 28236                 | 12,13        | 1.223                            |
| Brunelles                | 28063                 | 19,99        | .0511                            |
| Coudreceau               | 28112                 | 13,31        | .0475                            |

## Lage
Die Gemeinde liegt rund 50 Kilometer südwestlich von Chartres im Regionalen Naturpark Perche. Nachbargemeinden sind: Sablons sur Huisne im Nordwesten und Norden, Marolles-les-Buis im Nordosten, Saintigny im Osten, Thiron-Gardais und La Gaudaine im Südosten, Champrond-en-Perchet im Süden, sowie Nogent-le-Rotrou im Südwesten und Westen.

## Sehenswürdigkeiten
- Kirche Saint-Martin in Brunelles
- Kirche Notre-Dame du Mont-Carmel in Margon
- Kirche Saint-Aubin in Coudreceau

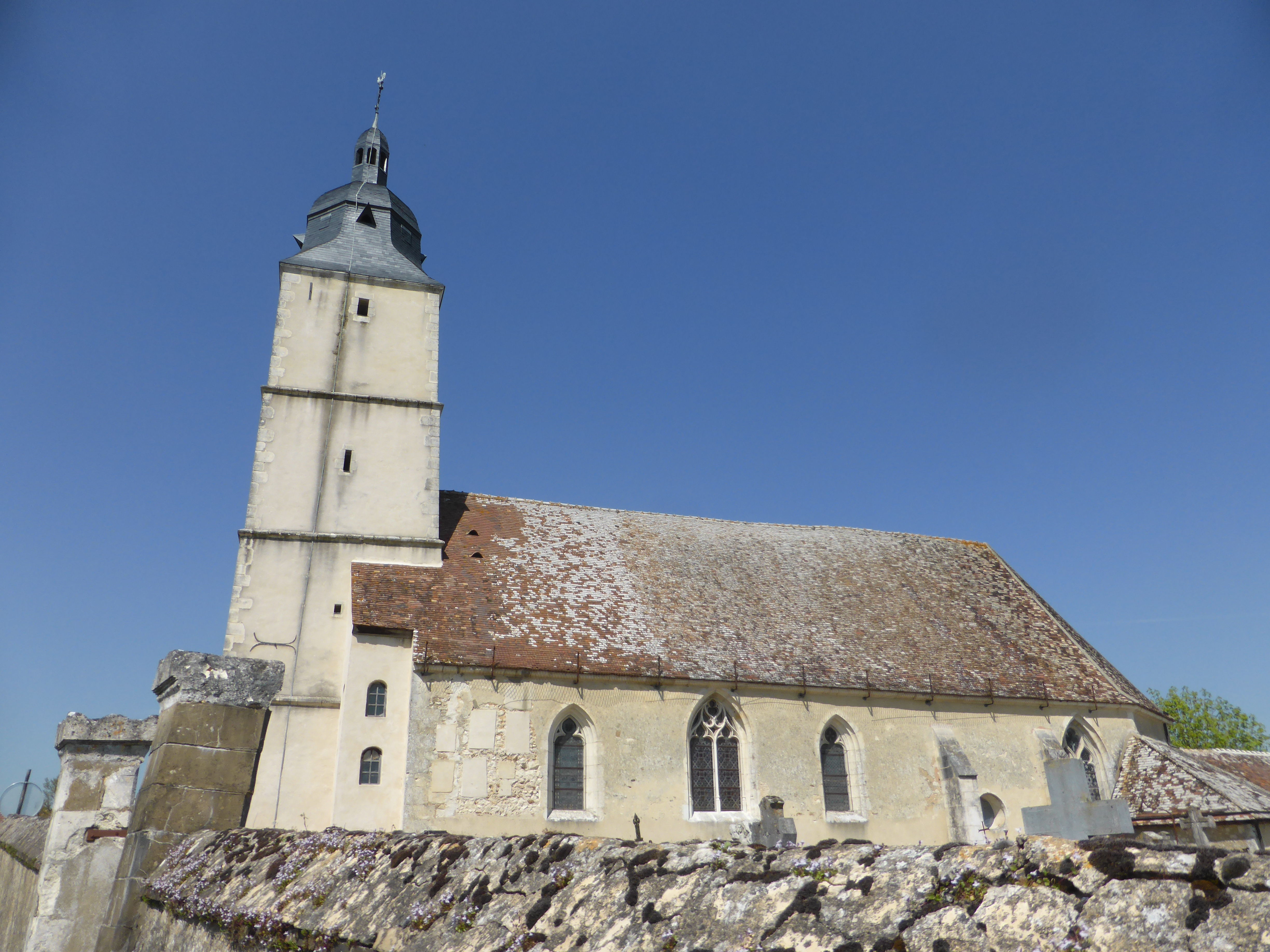
Kirche Saint-Martin
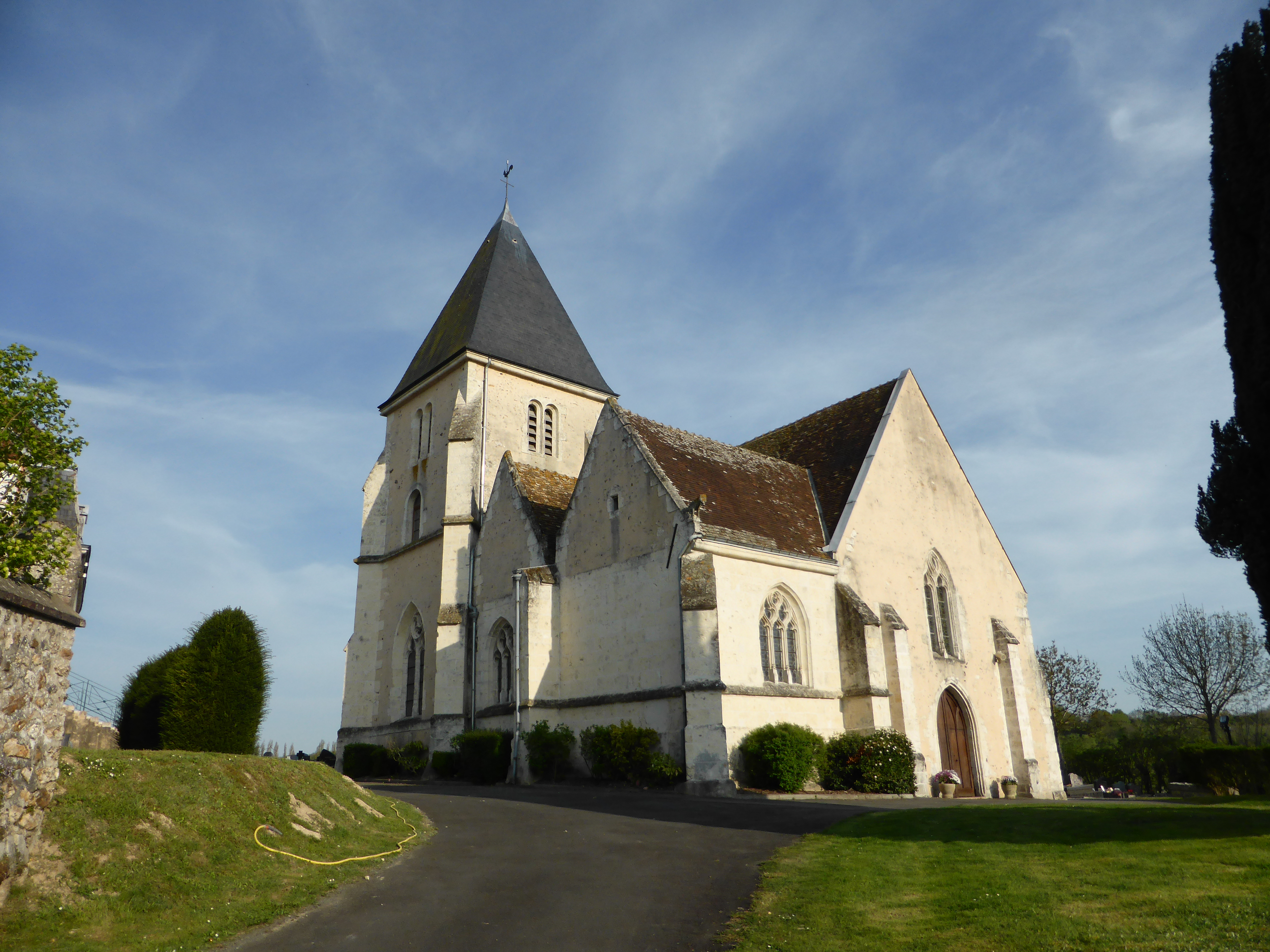
Kirche Notre-Dame-du-Mont-Carmel
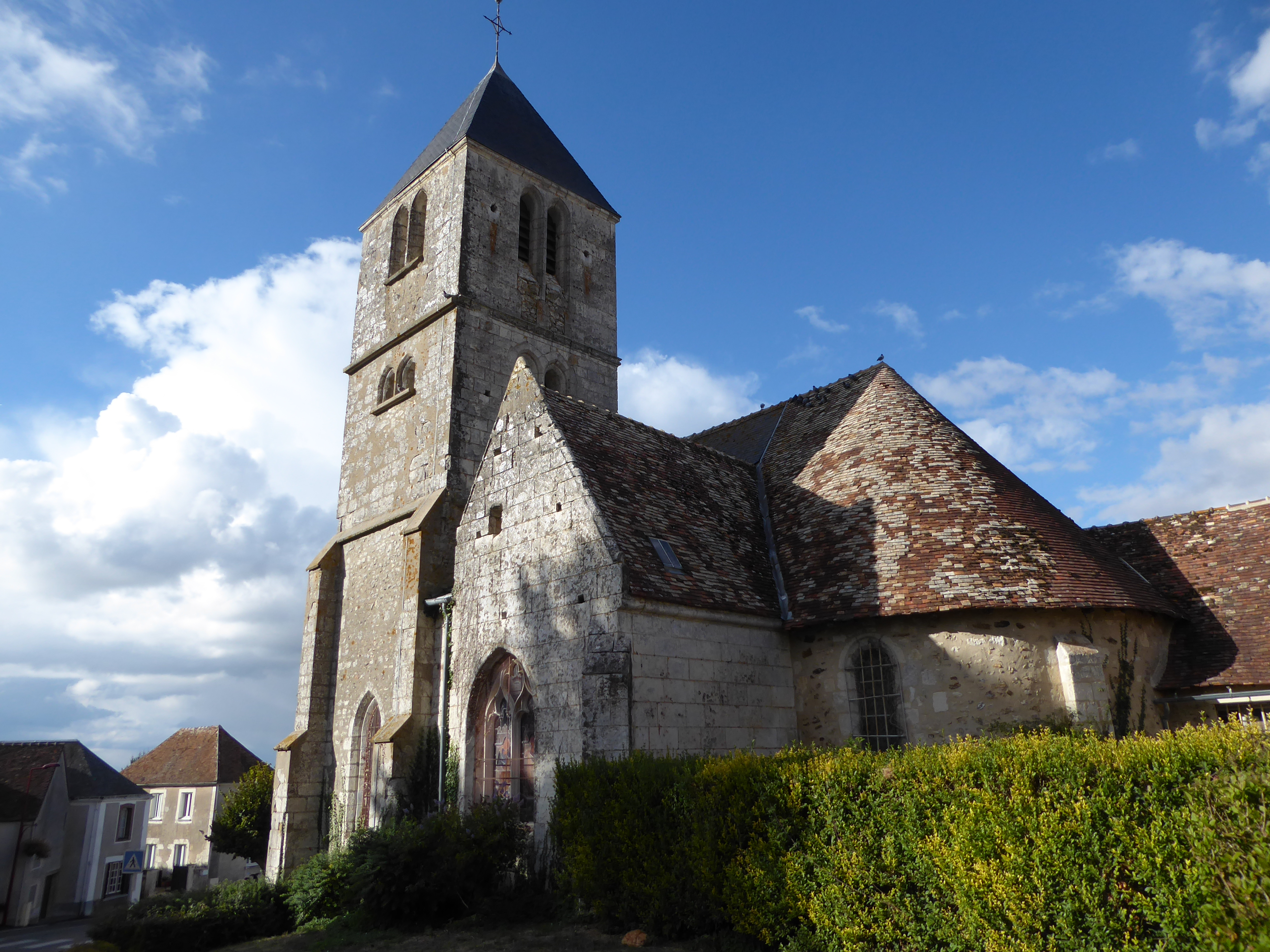
Kirche Saint-Aubin